# Cortaplumas

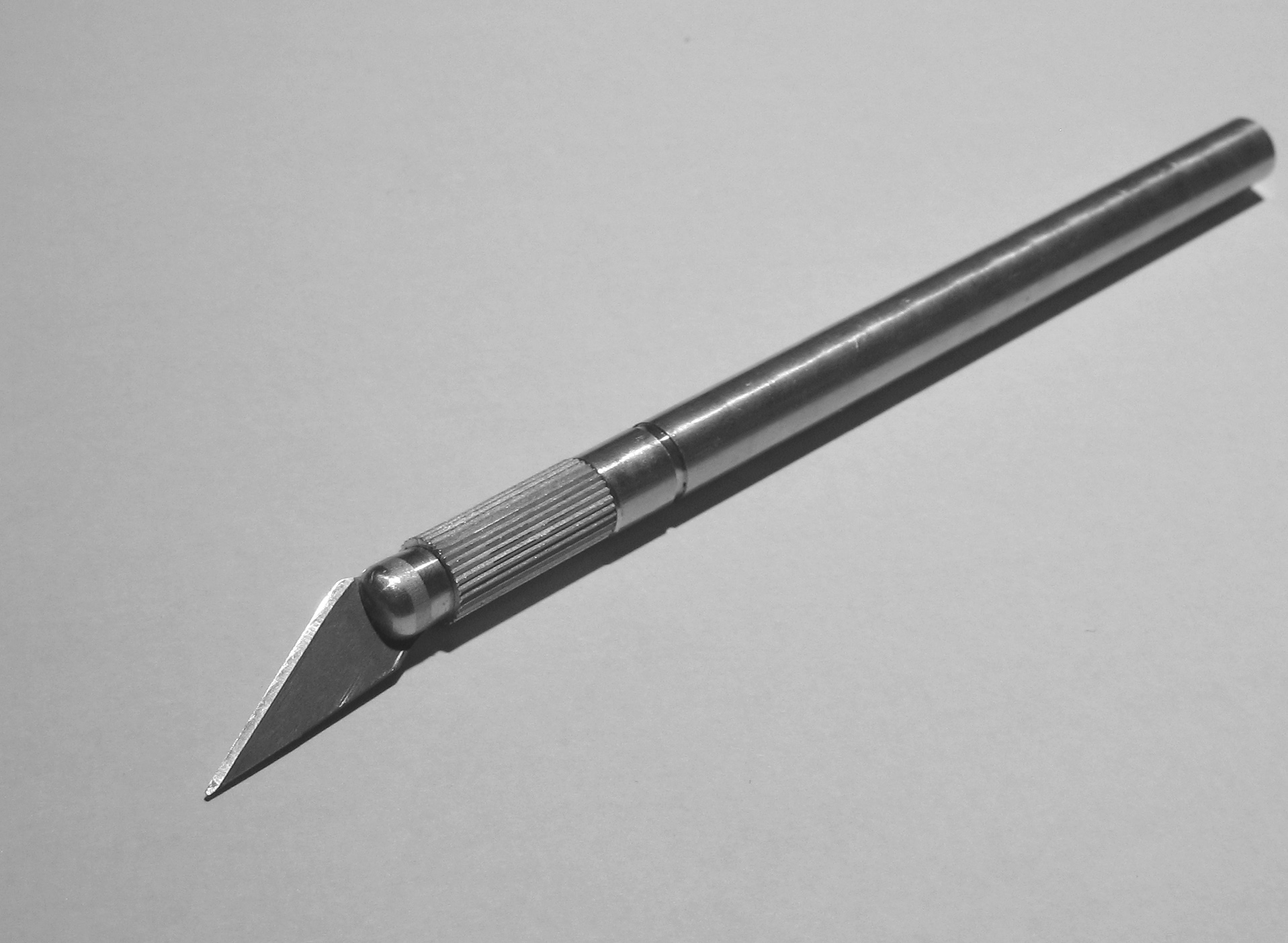
Moderno cortaplumas

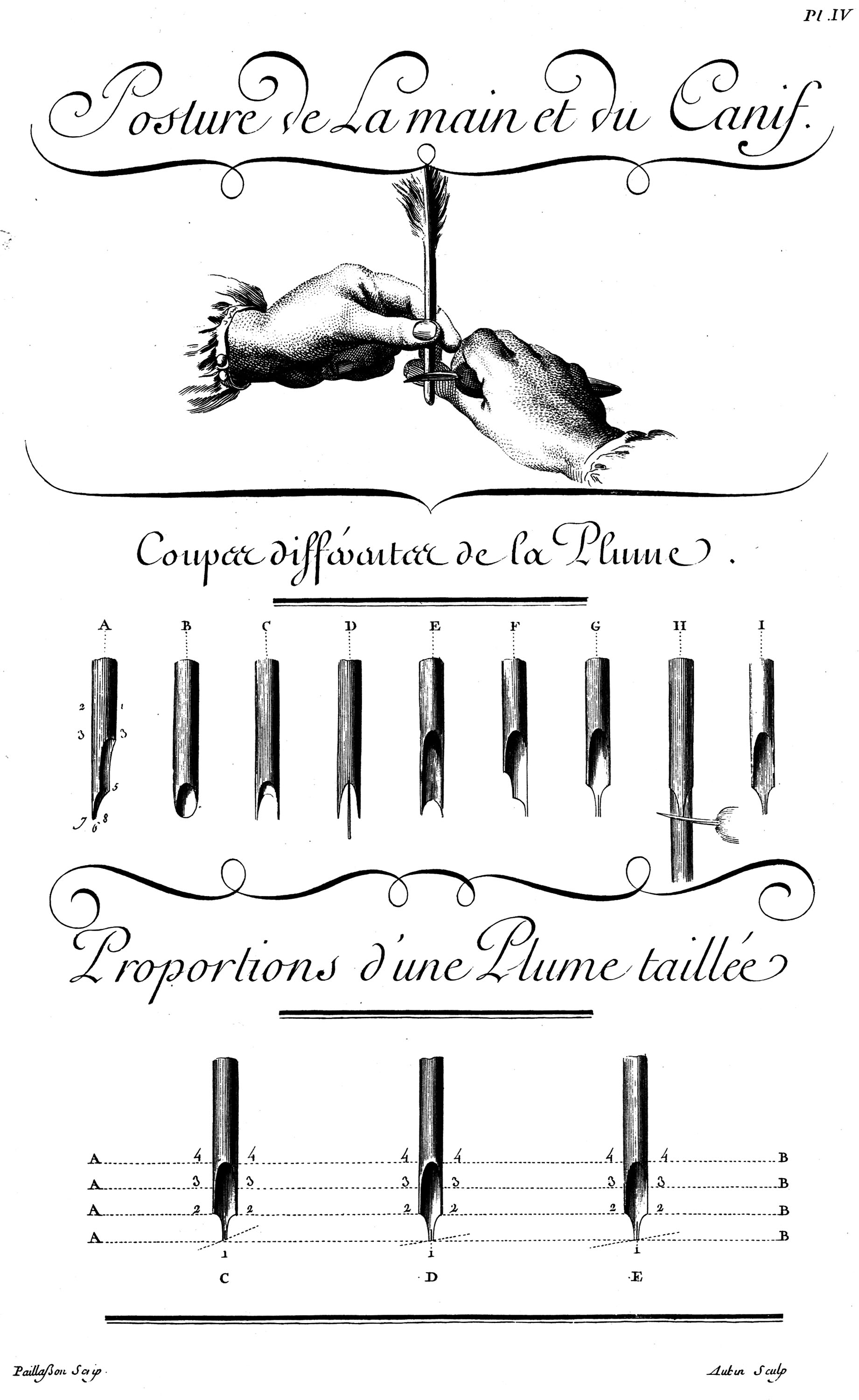
"Taille de la plume" – ‘’Encyclopédie de Diderot ‘’

El término cortaplumas se emplea para definir un cuchillo pequeño, en particular los que se usaban antiguamente para cortar las plumas de escribir. Hay varios tipos de cortaplumas de diferentes tamaños, los hay que son plegables en los que la hoja se bloquea una vez abierta, que popularmente se suelen denominar navajas.
Aunque actualmente "cortaplumas" suele ser sinónimo de navaja de bolsillo, en su origen y como se desprende del nombre, los cortaplumas eran utilizados para adelgazar y "sacar punta" a las plumas de ave, preparándolas para usarlas como plumas para escribir y, más tarde, para repararlas o volver a sacarles punta. No necesariamente tenían hojas plegables, sino que se asemejaban a un bisturí o escalpelo ya que tenían una hoja corta y fija al final de un mango largo.

## Orígenes
Los primeros instrumentos para cortar plumas de ave eran unos cuchillos que probablemente se utilizaban tanto para cortar las plumas como para raspar el soporte de escritura para hacer correcciones, ya fuera este soporte pergamino o papel. Fue en el siglo XVII cuando apareció la especialización en las cuchillas utilizadas para estas dos tareas, cortaplumas y raspadores.
La hoja del cortaplumas tenía una forma más fina y más curva para poder cortar la pluma con más facilidad. El propio mango evolucionó desde una forma cilíndrica hasta una forma más plana con una punta de acero en un extremo, diseñada para poder cortar mejor la ranura de la punta.

## Cortaplumas especializados

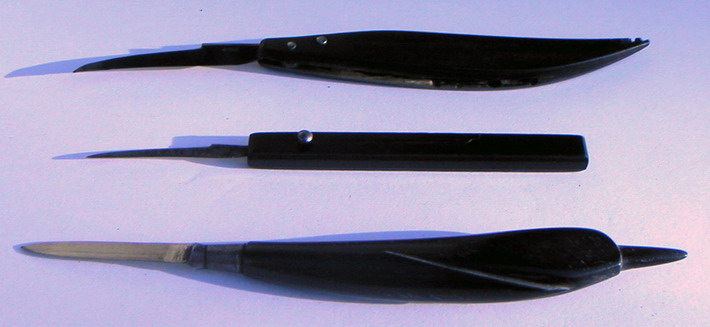
cortaplumas especializados

En el siglo XIX se desarrolló el "cortaplumas" específico, que sustituyó los cuchillos genéricos para cortar las plumas. Tiene una dimensión menor que el cuchillo y tiene una hoja, generalmente en forma de falso. Algunos cortaplumas tienen hasta cuatro hojas, cada una adaptada a una determinada función: eliminación de espinillas, corte de la pluma, corte de la punta, corte de la ranura.
Los cortaplumas pueden tener hoja fija intercambiable o plegarse como un cuchillo. Los mangos de los cortaplumas pueden estar hechos de varios materiales nobles: madera preciosa, plata, marfil.

## Cortaplumas mecánicos

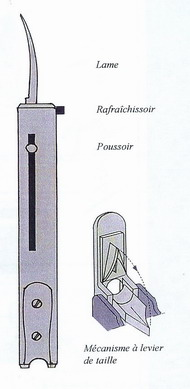
cortaplumas tipo "cortauñas"

Los cortaplumas mecánicos, que aparecen en el siglo XVIII, permiten realizar correctamente las dos delicadas operaciones: el corte de la punta y la realización de la ranura.
Hay de guillotina o palanca, o en forma de "cortauñas".

### Cortaplumas mecánico tipo guillotina o palanca
- El cortaplumas mecánico de guillotina consta de una matriz y un punzón formado por dos hojas en forma de V para poder cortar el pico de la pluma y una hoja muy fina situada entre las dos hojas del pincho para hacer la ranura.

- El cortaplumas mecánico de palanca puede ser de tipo pinzas o de tipo Tijera.

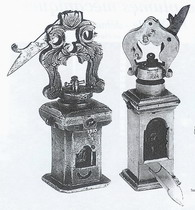
Cortaplumas mecánico de Guillotina- S. XVII - – Le Magasin Pittoresque 1878
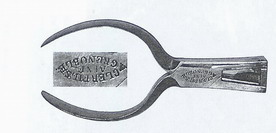
Cortaplumas mecánico de Palanca - tipo pinzas - S. XIX
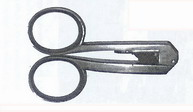
Cortaplumas mecánico de Palanca - tipo Tijera - S. XIX

### Cortaplumas mecánico de tipo "cortauñas"

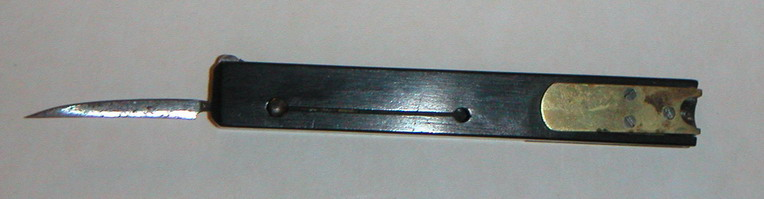
cortaplumas de tipo "cortauñas"

El cortaplumas mecánico del tipo "cortauñas" hoy en día es quizás el más común. Incluye, aparte del mecanismo de corte, una hoja de cuchillo para preparar la pluma (desbarbarla y cortarla) y una guillotina "cortauñas" situada junto a la hoja para poder cortar el bisel del final de la punta.
Se  pueden encontrar con mango de ébano, pero también de marfil, de hueso o de metales preciosos.

## sigloXX

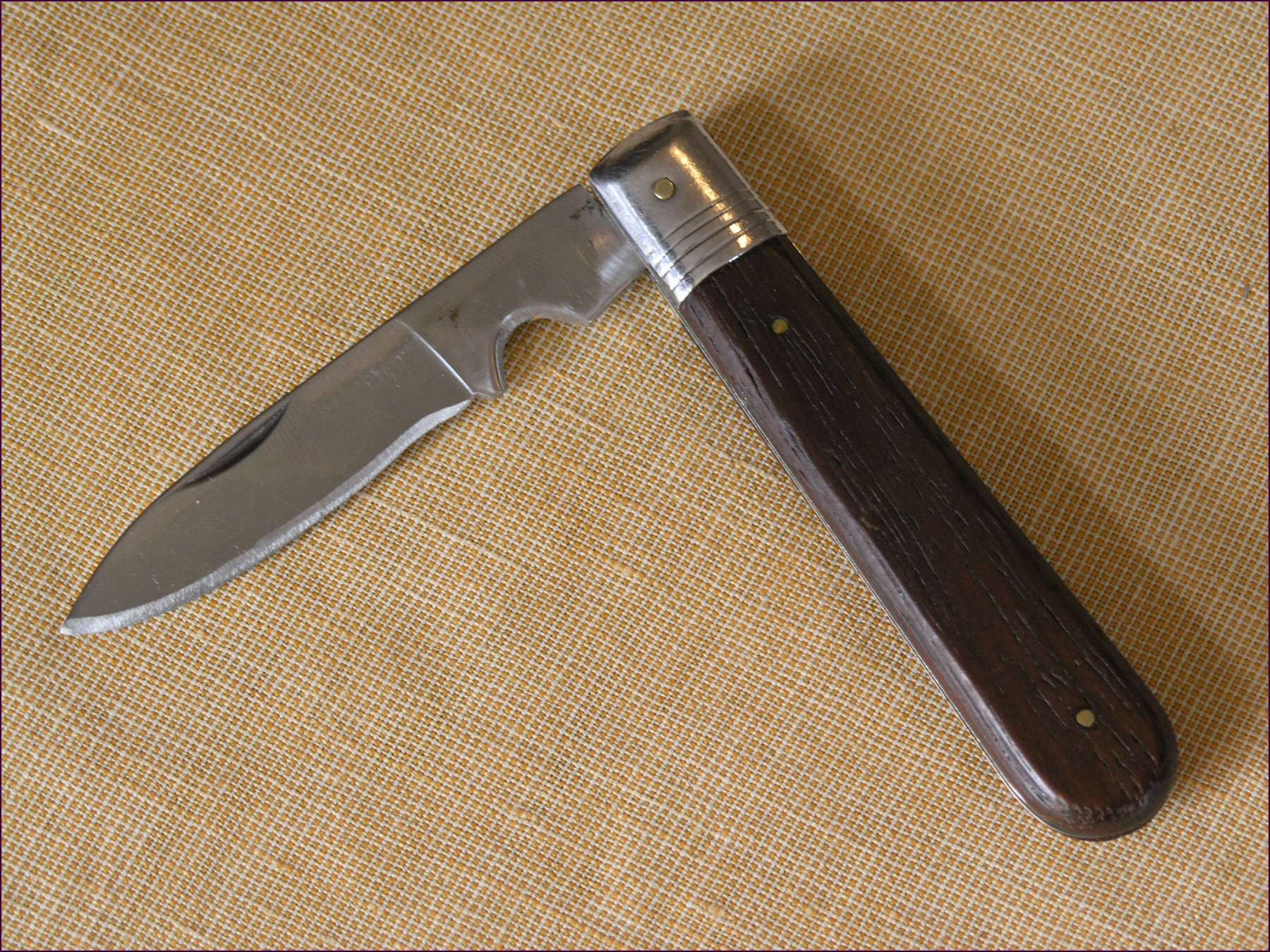
Un cortaplumas pleglable (navaja).

Hoy en día, el término cortaplumas se puede usar como sinónimo de navaja de bolsillo, pudiendo tener una hojas o varias, así como  herramientas múltiples, así como incorporar herramientas de múltiples usos (herramientas adicionales, a veces, con un diseño bastante ingenioso).
En los últimos cien años ha habido una proliferación de cuchillos multifunción con hojas y artilugios variados, que incluyen: punzones escariadores, tijeras, cortaúñas, sacacorchos, pinzas, palillos, etc. La tradición continúa con la incorporación de dispositivos modernos como bolígrafos, linternas Led y memorias USB .
El ejemplo más famoso de un cortaplumas multifunción es la navaja suiza, algunas versiones de la cual tienen docenas de funciones y en realidad son más que una navaja con extras, una herramienta multiuso plegable, que incorpora una hoja de navaja o dos.